# F.R.M. Meltzer
Frank Reinout Marie Meltzer (Amsterdam, 8 augustus 1916 – Huizen, 3 april 1995) was een Nederlands politicus van de KVP.

## Leven en werk

### landelijk
Meltzers vader, reserve eerste luitenant bij de veldartillerie, verongelukte in 1918. Zelf ging hij in 1939 werken bij de KNSM waar hij werd opgeleid voor een functie op een overzees kantoor. Het uitbreken van de Tweede Wereldoorlog verhinderde dat. Daarna ging hij werken bij het Rijksbureau voor Papier in Haarlem. Omdat hij aspirant reserve-officier was, dook hij een groot deel van de oorlogsjaren onder. In 1945 meldde hij zich vrijwillig als tweede luitenant bij het Korps Mariniers waar hij in 1948 gepromoveerd werd tot kapitein. Begin 1949 ging hij als chef buitendienst werken bij het Nederlands Zuid-Amerikaans Instituut in Den Haag.

### regionaal
In januari 1950 werd Meltzer vrijwilliger bij de gemeentesecretarie van Voorschoten en nog datzelfde jaar kwam hij daar als ambtenaar in dienst. In september 1954 werd hij benoemd tot burgemeester van Schipluiden. In september 1961 volgde zijn benoeming tot burgemeester van de gemeenten Bunnik, Odijk en Werkhoven. In 1964 fuseerden die drie gemeenten tot de nieuwe gemeente Bunnik waarvan hij de burgemeester bleef. Voor Odijk maakte hij zich sterk bij de provincie extra woningen te bouwen. In december 1979 werd hem op eigen verzoek ontslag verleend. 
In 1995 overleed Meltzer op 78-jarige leeftijd.